# Їжачка голівчаста
Їжачка голівчаста (Echinaria capitata) — вид рослин із родини злакових (Poaceae).

## Біоморфологічна характеристика
Однорічна рослина. Стебла 4–30(40) см завдовжки, прямовисні чи висхідні, жорсткі. Листові піхви шорсткуваті й на більшій частині своєї довжини трубчасті. Язичок 0.2–0.6 мм, по краю війчастий. Листові пластинки плоскі чи закручені, (0.5)4–7.5(9) см завдовжки й (0.5)2(3) мм ушир; поверхня шорсткувата. Суцвіття — голівчаста, зеленувата, яйцювата чи куляста волоть, (0.5)0.8–1.5 см завдовжки. Родючі колосочки поодинокі й на квітконіжках; складаються з (1)2–4 плідних квіточок, зі зменшеними квіточками на верхівці; колосочки довгасті, стиснутий збоку, 4–7 мм завдовжки. Колоскові луски несхожі; нижня — еліптична, 2.5–3 мм завдовжки, 1 довжина верхньої луски, 2-кілева, 2-жилкова, поверхня шершава, верхівка тупа, 2-остиста; верхня — еліптична, 2.5–3 мм завдовжки, 1–1.1 довжини суміжної фертильної леми, 1-кілева, 1-жилкова, поверхня шершава, верхівка виїмчаста. Родюча лема довгаста, 2–2.5 мм завдовжки, без кіля, 5–7-жилкова, поверхня шершава, верхівка зубчаста, 5–7-остиста. Палея 1 довжина леми, 2-жилкова, кіль шершавий, верхівка остиста, ості 4–5 мм завдовжки. Тичинок 3. Зернівка зворотно-яйцювата, 2 мм завдовжки, волосиста на верхівці. 2n = 18. Період цвітіння: березень — липень.

## Середовище проживання
Зростає у Північній Африці (Алжир, Лівія, Марокко, Туніс) та Євразії (Албанія, Болгарія, Кіпр, Франція (у т. ч. Корсика), Греція (у т. ч. Крит і Егейські острови), Угорщина, Іран, Ірак, Італія (у т. ч. Сардинія, Сицилія), Казахстан, Крим, Ліван-Сирія, Азербайджан, Вірменія, Грузія, Північний Кавказ, Палестина, Португалія, Іспанія, Таджикистан, Туреччина (у т. ч. Туреччина в Європі), Туркменістан, Узбекистан, колишня Югославія).
В Україні вид росте на відкритих схилах, кам'янистих місцях, скелях та розсипах — на ПБК, зрідка